# Shannon Malseed
Shannon Malseed (Narrawong, Victoria, 27 december 1994) is een voormalig wielrenster uit Australië.
In 2018 werd ze nationaal kampioene op de weg van Australië.
In het begin van het seizoen 2020 brak Malseed haar schouderblad. Het seizoen was voor haar verloren, en in oktober kondigt ze aan te stoppen met professioneel wielrennen.

## Palmares
2015
- Nationaal kampioene op de weg O23

2016
- 1e Oceania Cycling Championships

2017
- Nationaal kampioene op de weg O23

2018
- Nationaal kampioene op de weg van Australië
- 2e eindklassement Ronde van Chongming (UCI Women's World Tour)
- 24e Commonwealth Games wegrace[5]

2019
- 1e etappe Joe Martin Stage Race, USA
- 46e Amstel Gold Race

Albrecht · Bruderer · Buss · Chapman · Cobb · Drexel · Grant · Jackson · Malseed · Newsom · Ryan · Scandolara · Tetrick · Williams
Albrecht · Bruderer · Chapman · Cobb · Dixon · Drexel · Guarnier · Jackson · Kessler · Lucas · Malseed · Marcolini · Newsom · Ryan · Slik · Stephens
Bruderer · Clevenger · Crooks · Dixon · Faulkner · Gigante · Kessler · Lucas · Malseed · Newsom · Peñuela · Ryan · Stephens